# Elektrohypersensitiviteit
Met elektrohypersensitiviteit (EHS) of elektroallergie wordt een vermeende overgevoeligheid voor elektromagnetische straling bedoeld die zich uit in ziektesymptomen. Er is geen wetenschappelijk bewijs voor het bestaan van EHS.
De elektromagnetische straling die de ziektesymptomen zou veroorzaken wordt dikwijls aangeduid met de term "elektrosmog", die een analogie suggereert met schadelijke luchtvervuiling. Hoogleraar bedrijfskunde Hans de Bruijn noemt de term "elektrosmog" een voorbeeld van framing van het debat, doordat de term 'smog' associaties oproept met gezondheidsrisico's en de overschrijding van normen, nog voordat dit aangetoond is.

## Mate van erkenning
Hoewel de klachten van "elektrogevoeligen" reëel zijn, zijn deze uiteenlopend en is de oorzaak onbekend. De aan EHS toegeschreven symptomen variëren.
In 2005 bleek uit een meta-analyse van studies waarin onderzoek is gedaan naar in totaal 725 mensen die claimen te lijden aan EHS dat geen bewijs gevonden kon worden voor hun claims. Anno 2012 is er geen wetenschappelijke indicatie dat elektrohypersensitiviteit een bestaande ziekte is. Desondanks nam de Raad van Europa in 2011 een resolutie aan die stelde dat aangesloten staten, vooruitlopend op wetenschappelijk bewijs, voorzorgsmaatregelen moeten treffen met betrekking tot elektromagnetische straling. In België meende het Grondwettelijk Hof in 2020, zonder opgave van wetenschappelijke evidentie, dat het voor personen die gevoelig zijn aan elektromagnetische velden noodzakelijk kan zijn om de blootstelling aan dergelijke straling zoveel mogelijk te beperken. Op die grond werd een Brusselse regeling vernietigd die niet voorzag in een recht om het plaatsen van slimme meters met draadloze communicatie te weigeren.